# Йохберг
Йохберг (нім. Jochberg) — містечко й громада округу Кіцбюель у землі Тіроль, Австрія.
Йохберг лежить на висоті  923 над рівнем моря і займає площу  87,85 км². Громада налічує 1583 мешканців. 
Густота населення 18/км².  
Йохберг розташований напівдорозі між Кіцбюелем та перевалом Турн. Територія громади межує із землею Зальцбург. 
|                                  |
| Йохберг на мапі округу та землі. |

```
Адреса управління громади: Dorf 22, 6373 Jochberg (Tirol). 
```

## Демографія
Історична динаміка населення міста за даними сайту Statistik Austria